# Túrterebestelep
Túrterebestelep (Drăgușeni), település Romániában, a Partiumban, Szatmár megyében.

## Fekvése
Túrterebes közelében fekvő település.

## Története
Túrterebestelep korábban Túrterebes része volt. 1956-tól lett önálló település.
1956-ban 995 lakosa volt.
2002-ben 1192 lakosából 1179 román, 10 magyar, 2 ukrán volt.